# Achtergrondmuziek
Achtergrondmuziek is muziek die bedoeld is om niet direct of bewust naar te luisteren (als in een concertsituatie), maar die louter tot doel heeft sfeerverhogend te werken.

## Toepassing
Achtergrondmuziek kent diverse vormen:
- Live achtergrondmuziek: artiesten spelen live sfeerverhogende muziek, Voor dit doel worden vaak salonduo's of ensembles ingezet. Live achtergrondmuziek wordt veel gebruikt bij bruiloften, recepties en evenementen, waar de muziek niet de hoofdtoon moet voeren.
- Mechanische reproductie: de achtergrondmuziek wordt afgespeeld met een geluidsinstallatie (vanaf een geluidsdrager of via satelliet, internet of pc).

Achtergrondmuziek wordt vaak toegepast in horecagelegenheden en winkels ter sfeerverhoging. Ook in kinderdagverblijven, fitnesscentra en allerlei zakelijke omgevingen komt men tegenwoordig sfeermuziek tegen.

## Verschil met muzak
Achtergrondmuziek wordt nogal eens verward met muzak. Achtergrondmuziek kan alle door artiesten geproduceerde, creatieve muziek zijn die, meestal zonder pieken en dalen in volume en dynamiek, en doorgaans afgespeeld op zacht volume, opgaat in de omgevingsgeluiden (vogels, auto's, conversaties) en op de achtergrond ogenschijnlijk onderdeel van zichzelf is. Resultaat: een rustgevende melange van geluid, waarvan geen enkel bestanddeel zich onderscheidt en dus de aandacht afleidt. Van wetenschappelijk bepaalde stimulatie is hier in tegenstelling tot muzak geen sprake.